# Hein van der Voort
Hein van der Voort (nascido Hendrikus Gerardus Antonius van der Voort) é um linguista holandês especialista em línguas indígenas sul-americanas, especialmente as línguas de Rondônia (Kwaza, Aikanã, Arikapú, Jabutí e outras línguas). Atualmente é um pesquisador do Museu Paraense Emílio Goeldi.
Hein van der Voort obteve seu mestrado em linguística geral em 1991 pela Universidade de Amsterdã e seu doutorado em linguística geral em 2000 pela Universidade de Leiden.
Em 2009-2016, van der Voort foi um editor da revista acadêmica Cadernos de Etnolingüística.

## Publicações selecionadas
- O patrimônio linguístico do Brasil: novas perspectivas e abordagens (Galucio, Moore & van der Voort 2018)
- A dança do sapo cururu (Snethlage; van der Voort (trad.) 2018)
- Cacique Tataru: aventuras heroicas em Rondônia (Voort 2017)
- Whatever happened to Mashubi? Taking a new look at Fawcett's vocabulary (Voort 2012)
- The inclusion of the Jabutí language family in the Macro-Jê stock (Ribeiro & van der Voort 2010)
- Vocabulário Arikapú-Português (Arikapú, Arikapú & Voort 2010)
- Proto-Jabutí: um primeiro passo na reconstrução da língua ancestral dos Arikapú e Djeoromitxí (Voort 2007)
- The quotative construction in Kwaza and its (de-)grammaticalisation (van der Voort 2002)
- Kwaza or Koaiá, an unclassified language of Rondônia, Brazil (van der Voort 2000)
- Theoretical and social implications of language documentation and description on the eve of destruction in Rondônia (Voort 2007)
- Reduplication and repetition of person markers in Guaporé isolates (Voort 2009)